# Attlee-Gletscher
Der Attlee-Gletscher ist ein 13 km langer Gletscher an der Foyn-Küste des Grahamlands auf der Antarktischen Halbinsel. Er fließt von einer Geländestufe in ostsüdöstlicher Richtung in das Kopfende des Cabinet Inlet, das er nördlich der Einmündung des Bevin-Gletschers und nördlich des Fitzmaurice Point erreicht.
Der Falkland Islands Dependencies Survey (FIDS) kartierte ihn im Dezember 1947 anhand eigener Vermessungen. Luftaufnahmen entstanden zur selben Zeit bei der US-amerikanischen Ronne Antarctic Research Expedition (1947–1948). Der FIDS benannte den Gletscher nach dem britischen Politiker Clement Attlee (1883–1967), Stellvertreter Winston Churchills in dessen Kriegskabinett und von 1945 bis 1951 britischer Premierminister.